# Great Scarcies
Il Great Scarcies (conosciuto anche come Kolenté) è un fiume dell'Africa occidentale, tributario dell'oceano Atlantico.
Il fiume nasce in territorio guineano dal massiccio montuoso del Fouta Djalon, circa 40 chilometri a nord della città di Kindia. Scorre con direzione sudoccidentale, segnando per circa 100 chilometri il confine tra la Sierra Leone e la Guinea ed entrando poi definitivamente nel territorio di quest'ultimo Stato. I principali centri urbani lungo il fiume sono Kambia e Mambolo, situati nella Sierra Leone.
Il fiume attraversa alcune zone di rilevante interesse agricolo, soprattutto per la coltivazione del riso; nella zona di foce è sviluppata la pesca.